# Sombrero
 Sombrero és una pel·lícula musical estatunidenca de Norman Foster estrenada el 1953.

## Argument
A Columba, Mèxic, Pepe Gonzales realitza la seva entremaliadura anual de pintar bigotis en les fotografies de les concursants de bellesa de la ciutat per protestar per l'exclusió de Maria, una bonica dona que viu a prop del riu. Aquella nit, Alejandro Castillo visita Maria, el seu amor secret. Mentrestant, Pepe decideix convertir-se en un heroi i tracta de recuperar els ossos de Rómulo Balderas del cementiri de Milpa Verde. Allà coneix Eufemia Calderón. A Mèxic, Rubén se sent atret per Lola, la germana del torero Gitanillo de Torrano.

## Repartiment
- Ricardo Montalban: Pepe Gonzales
- Pier Angeli: Eufemia Calderon
- Vittorio Gassman: Alejandro Castillo
- Yvonne De Carlo: Maria
- Cyd Charisse: Lola de Torrano
- Rick Jason: Ruben
- Nina Foch: Elena Cantu
- Kurt Kasznar: Pare Zacaya
- Walter Hampden: Don Carlos Castillo
- Thomas Gomez: Don Homero Calderon
- José Greco: Gitanillo de Torrano
- John Abbott: Don Daniel
- Andrés Soler: Little Doctor
- Fanny Schiller: Doña Fela
- Luz Alba: Rosaura
- Tito Novaro: Napoleon Lopez
- Alfonso Bedoya: Don Inocente